# Ramana Maharsi
Bhagaván Srí Ramana Maharsi (India, Tirucsuli, 1879. december 30. – India, Tiruvannámalai, 1950. április 14.), születési nevén Venkataráman Ijer, az egyik legismertebb modern kori indiai bölcs, advaita mester, szatguru.
A nyugati világ Paul Brunton magyarul is megjelent könyvéből, az India titkai-ból ismerte meg. Ezt követően rengeteg nyugati is ellátogatott hozzá, hogy megtapasztalja Ramana "kegyelmét" és az Önvalóval való egységet. 

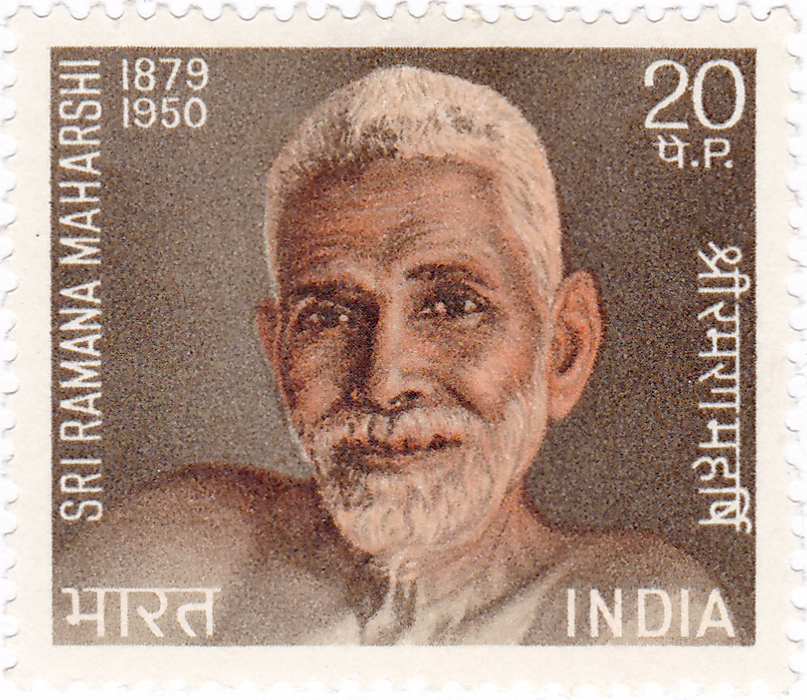
Maharshi egy 1971-es indiai bélyegen

## Élete
Az indiai Tamil Nádu állam Tirucsuli nevű falujában született. Iskolai éveit Tirucsuliban és Maduraiban töltötte. Itt – 1896. július közepén – egy „halálélmény” után megtapasztalta a megvilágosodás állapotát, az azonosságát az Önvalóval, mely tapasztalás a teljes további életében, megszakítás nélkül vele maradt. Augusztus 29-én elhagyta Madurait és családját, hogy az Arunácsala nevű szent hegyhez utazzon.
Élete hátralevő részét itt, ennek az indiai szent hegynek a lábánál töltötte, először hegyi barlangokban, majd a Tiruvannamalai (Tiruvannámalaj) nevű városka templomában, végül a követői által létrehozott Srí Ramanashramam-ban, ahonnan soha többé nem mozdult el. 
Bár az első időkben a világtól elfordult, lemondott remeteként élt, az egyre növekvő mennyiségben érkező, majd körülötte letelepedő követők egy ásramot alapítottak a tiszteletére, amit Srí Ramanásram néven neveztek el. Ő maga életének a fennmaradó évtizedeiben az ásramban élt, miközben teljesen lemondott a vagyonról és a világi hívságokról, s mindössze egy ágyékkötő és egy sétabot volt vele, valamint a minimális élelem, amit a követőktől elfogadott.
1950-ben, halálának pillanatában hullócsillag volt látható az égbolton, amely megfigyelhető volt szinte egész Indiában.

## Tanítása
A tanítványait folyamatosan ezen Önvaló állandó megtapasztalására ösztönözte, melynek a tanítása szerint két módja van: 
- első az önkutatás, a „Ki vagyok én?” kérdés feltevésével;
- a második az önátadás, az Önvalóra való feltétlen ráhagyatkozás.

Azaz, nézete alapján a tanítvány úgy is eljuthat az önmegvalósításig, ha csak azon az egyetlen kérdésen elmélkedik: „Ki vagyok én?”, s ezen a módon megkeresi énjének forrását, s a mögötte létező valódi Én-t. Noha az elmélkedésnek ez a módszere, mind a keleti, mind a nyugati filozófiák egyik alapkövének számít, Maharsi elevenítette fel ismét. Ő gyakorlatban alkalmazta a Védánta összes filozófiai elképzelését. Igen tömören és egyértelműen foglalta össze a lényeget. Ha valaki megismeri önmagát, a mindenség Önvalóját ismeri meg.
„Mindaddig, amíg az ember nem indul el önnön igaz valójának keresésére, kétség és bizonytalanság követi nyomon egész életén át. A legnagyobb királyok és államférfiak uralkodni próbálnak másokon, holott szívük mélyében tudják, hogy önmagukon sem tudnak uralkodni. Ámde a legnagyobb hatalom áll rendelkezésére annak, aki behatolt önnön valójának legmélyéig. ”
„Vannak nagy tudású emberek, akik életüket azzal töltik, hogy sokféle dologról ismereteket szereznek. Vajon megoldották-e ezek az ember létezésének rejtélyét, vajon legyőzték-e önmagukat? Szégyenkezve fogják lecsüggeszteni a fejüket.. Mit ér az, ha minden egyéb dologról tudunk, de nem tudjuk önmagunkról, hogy ki s mi vagyunk. Az emberek kitérnek az igazi valójuk e kutatása elől, pedig van-e más, amire vállalkozni ennyire érdemes lenne?”
„Ha ezen a kérdésen "Ki vagyok én?" elmélkedik – ha kezdi belátni, hogy ön valójában nem azonos a testtel, sem az aggyal, sem a vágyakkal, akkor kutató magatartása végül is saját lényének mélyéről fogja felhozni a választ. Magától jön majd ez a válasz, mint valami mélységes felismerés.” 
Fő tanításai módszere a csend volt, ritkán tanított szavakkal. Akinek a szíve nyitott volt a belőle áradó "csend" hangjára, annak elég volt leülnie a közelébe, hogy bármely, belülről fakadó kérdésére választ kapjon.
A hosszú idő alatt elmondott tanításai egyetlen kötetet töltenek meg, s ezeknek ismerjük további feldolgozásait, kiadásait, szemelvényeit, valamint a követői által kiadott feljegyzéseket.

## Követők
A szó szoros értelmében vett tanítványokkal nem rendelkezett. Egyáltalán senkit sem akart megnyerni a maga eszméinek, bármilyenek legyenek is ezek, s nem vágyódott arra, hogy akár egyetlenegy új hívet is szerezzen magának.
Mégis számtalan követője volt, akik önszántukból voltak mellette, s akik rövidebb-hosszabb időt töltöttek a Maharsi mellett. 
- a lakhnaúi H. W. L. Poonja (H. V. L. Púndzsa), azaz Papaji (Pápádzsí), a nyugatiak számára egyik legismertebb követője,
- Paul Brunton, aki az India titkai 9. fejezetében ír róla (A Szent Jelzőtűz Hegye),
- Robert Adams, aki a Maharsi élete utolsó három évét töltötte mestere "lábainál".

További nyugati követői, akikhez a Ramana-irodalom nagy része köszönhető: 
- Arthur Osborne, az Ashram Journal első szerkesztője;
- Maurice Frydnam, a Maharshi's Gospel (1939) szerkesztője;
- David Godman, író és az irodalmi Ramana-örökség egyik fenntartója, aki több könyvet is írt a Maharsi életéről és tanításairól, valamint részletesen beszámolt a legközelebbi követők életéről, emellett pedig ő az alkotója a "Jnani" című, 2018-ban megjelent dokumentumfilmnek, mely Maharsi és az ásram életét mutatja be.

## Magyarul megjelent művei
- Abszolút tudatosság. Sri Ramana Maharshi tanításaiból; vál. Grace J. Mc Martin, ford. Malik Tóth István; Reiki Alapítvány, Bp., 1998 (Arunachala könyvek)
- A nyílegyenes ösvény. Ramana Maharsi tanításai; ford. Buji Ferenc, Németh László Levente, előszó C. G. Jung; Stella Maris, Bp., 1998 (Athanor könyvek)
- Arthur Osborne: A szent hegy bölcse / Ramana Maharsi: Negyven versszak a Valóságról; ford. Malik Tóth István; Reiki Alapítvány, Bp., 1999 (Arunachala könyvek)
- Oltalmazó útmutatás. Srí Ramana Maharsi tanításai; szerk., bev. David Godman, ford. Buji Ferenc; Kötet, Nyíregyháza, 2001, 2012
- Tudatos halhatatlanság; szerk. Paul Brunton, Munagala Venkataramiah, ford. Veszprémi Krisztina; Filosz, Bp., 2005
- Srí Ramana Maharsi összes művei. Prózai művek, költemények, fordítások; ford. Alder Mónika et al.; Filosz, Bp., 2006 (Arunácsala könyvek)
- Szúri Nágammá: Levelek Srí Ramana Maharsi ásramjából; vál., ford., utószó Alder Mónika; Filosz, Bp., 2007 (Arunácsala könyvek)
- Beszélgetések Srí Ramana Maharsival; ford. Malik Tóth István, Fajd Ernő, Veszprémi Krisztina; Filosz, Bp., 2018 (Arunácsala könyvek)
- Srí Ramana Maharsi összes művei. Prózai művek, költemények, fordítások; ford. Alder Mónika et al.; 2. jav. kiad.; Filosz, Bp., 2019 (Arunácsala könyvek)